# François-Xavier Badoud
François-Xavier Badoud (Romont, 22 agosto 1792 – Romont, 19 novembre 1852) è stato un notaio e politico svizzero.

## Biografia
Figlio di Pierre-Nicolas Badoud, notaio, e di Marie-Ursule Duret. Frequentò la scuola di diritto di Friburgo e ottenne la patente di notaio nel 1823. Fu esattore dello Stato a Romont dal 1817 al 1851, notaio dal 1823 al 1852, controllore delle ipoteche del distretto di Glâne nel 1848 e prefetto di Romont nel 1848. Sposò M. Rolle, di Montbovon.
Nel 1830 fu membro della Costituente cantonale. Radicale moderato, fu deputato al Gran Consiglio friburghese dal 1848 al 1852. Dal 1848 al 1852 divenne Consigliere nazionale come candidato dell'Associazione patriottica: le autorità federali nel 1848 annullarono l'elezione di Hubert Charles, liberale conservatore, e lo sostituirono con Badoud.